# Aryandes gracilis
Aryandes gracilis är en ringmaskart som beskrevs av Johan Gustaf Hjalmar Kinberg 1866. Aryandes gracilis ingår i släktet Aryandes och familjen Ampharetidae. Inga underarter finns listade i Catalogue of Life.